# Yongshun
För andra betydelser, se Yongshun (olika betydelser).

Vattenfall i Furong

Yongshun, tidigare romaniserat Yungshun, är ett härad som är beläget i den autonoma prefekturen Xiangxi för tujia- och miao-folken i Hunan-provinsen i södra Kina.